# Zorzines abeliae
Zorzines abeliae là một loài bướm đêm trong họ Noctuidae.